# Kasey Kahne

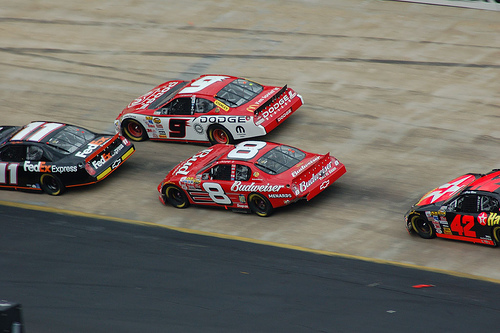
1. 9 Kasey Kahne år 2006 på Bristol Motor Speedway i Tennessee, USA.

Kasey Kenneth Kahne, född den 10 april 1980 i Enumclaw i Washington, är en amerikansk racerförare.

## Racingkarriär
Kahne tävlar i NASCAR, något han gör med relativ framgång, även ifall han aldrig slagits om mästartiteln på allvar. Han har som bäst slutat åtta, något han gjorde 2006. Hans dittills finaste seger, tog han i Allstar-racet 2008, ett race där han startade sist, och inte ens var kvalificerad, utan blev inröstad av sina fans. Han följde upp det med att vinna cupracet veckan efter på samma bana (Charlotte) i Coca-Cola 600, vilket var en ännu finare merit. På grund av den dåliga starten den säsongen, missade han så småningom den topp-12 placering som krävdes för att vara med i The Chase. Kahne höll en jämnare nivå under 2009, och höll sig över strecket för att komma till the Chase hela säsongen, med segern på Infineon Raceway som grundseriens höjdpunkt. Hans team Evernham Motorsports hade till den säsongen slagits samman med Richard Pettys team, och det var Richard Petty Motorsports första seger i den skepnaden.

## Statistik NASCAR Winston/Nextel/Sprint Cup

### Segrar
| Nr | Bana        | År   |
| -- | ----------- | ---- |
| 1  | Richmond    | 2005 |
| 2  | Atlanta     | 2006 |
| 3  | Fort Worth  | 2006 |
| 4  | Charlotte   | 2006 |
| 5  | Brooklyn    | 2006 |
| 6  | Fontana     | 2006 |
| 7  | Charlotte   | 2006 |
| 8  | Charlotte   | 2008 |
| 9  | Pocono      | 2008 |
| 10 | Sears Point | 2009 |

## Karriärsstatistik i NASCAR
| År     | Race | Segrar | Pole position | Topp 5 | Topp 10 | Brutna race | Målgångar | Starter | Vinster ($) | Rankad |
| ------ | ---- | ------ | ------------- | ------ | ------- | ----------- | --------- | ------- | ----------- | ------ |
| 2004   | 36   | 0      | 4             | 13     | 14      | 7           | 13.6      | 16.7    | $5,415,611  | 13     |
| 2005   | 36   | 1      | 2             | 5      | 8       | 9           | 14.8      | 21.9    | $5,183,697  | 23     |
| 2006   | 36   | 6      | 6             | 12     | 19      | 6           | 12.8      | 15.5    | $7,721,378  | 8      |
| 2007   | 36   | 0      | 2             | 1      | 8       | 6           | 14.3      | 22.2    | $5,750,131  | 19     |
| 2008   | 36   | 2      | 2             | 4      | 14      | 4           | 16.1      | 18.1    | $7,030,099  | 14     |
| 2009   | 36   | 2      | 0             | 7      | 14      | 2           | 11.8      | 15.3    | $5,620,115  | 10     |
|        |      |        |               |        |         |             |           |         |             |        |
| Totalt | 216  | 11     | 16            | 42     | 77      | 30          | 13.9      | 18.3    | $36,721,031 | 14.5   |